# Elaphria thionaris
Elaphria thionaris là một loài bướm đêm trong họ Noctuidae.